# 西蒙·蘭納
西蒙·蘭納（義大利語：Simon Laner；1984年1月28日—）是一位意大利足球運動員。在場上的位置是中場。他現在效力於意大利足球乙級聯賽球隊諾瓦拉足球俱樂部。